# Joachim Beck-Friis (1861–1939)
Hans Joachim Beck-Friis, född 27 september 1861 i Börringe, död 6 maj 1939 i Svedala var en svensk friherre och diplomat. Han var son till Corfitz Beck-Friis och Stina Nordenfeldt.
Från 1896 till 1899 var han kansliråd och chef för UD:s politiska avdelning. Efter en rad olika diplomatiska uppdrag utsågs Beck-Friis 1903 till minister i Konstantinopel och 1905 i Wien, till vilken post 1906 fogades befattningen som generalkonsul, och från 1915 dessutom ministerposten för den nyinrättade beskickningen i Bukarest. Under krigsåren utförde Beck-Friis här ett högt uppskattat arbete. 1918 utnämndes han till svensk minister i Köpenhamn, en post han innehade fram till 1928.

## Utmärkelser

### Svenska utmärkelser
- Kommendör med stora korset av Nordstjärneorden, 6 juni 1913.[4]
- Kommendör av första klass av Nordstjärneorden, 1 december 1903.[4]
- Riddare av Nordstjärneorden, 1 december 1895.[4]
- Konung Gustaf V:s olympiska minnesmedalj, 1912.[4]

### Utländska utmärkelser
- Riddare av första klassen av Badiska Zähringer Löwenorden, 1889.[4]
- Kommendör av Belgiska Leopoldsorden, 1900.[4]
- Storkorset av Danska Dannebrogorden, 1903.[4]
- Kommendör av andra graden av Danska Dannebrogorden, 1897.[4]
- Kommendör av Franska Hederslegionen, 1903.[4]
- Officer av Franska Hederslegionen, 1902.[4]
- Storkorsriddare av Isländska falkorden, senast 1921.[4]
- Riddare av Italienska kronorden, 1889.[4]
- Kommendör av Nederländska Oranien-Nassauorden, 1900.[4]
- Riddare av Norska Sankt Olavs orden, 21 januari 1899.[4]
- Kommendör av andra klassen av Persiska Lejon- och solorden, 1900.[4]
- Kommendör av Portugisiska Kristusorden, 1897.[4]
- Riddare av tredje klassen av Preussiska Kronorden, 1895.[4]
- Riddare av andra klassen av Ryska Sankt Stanislausorden, 1894.[4]
- Storkorset av Serbiska Sankt Savaorden, 1908.[4]
- Riddare av Spanska Karl III:s orden, 1889.[4]
- Fjärde klassen av Thailändska kronorden, 1887.[4]
- Första klassen av Osmanska rikets Osmanié-orden, 1903.[4]
- Andra klassen av Osmanska rikets Osmanié-orden, 1898.[4]
- Riddare av första klass av Österrikiska Järnkroneorden, 1908.[4]
- Storkorset av Österrikiska Leopoldsorden, 1918.[4]

### Övriga källor
- Svensk uppslagsbok. Malmö 1939